# 抚顺公交52路
抚顺52路公交车是由刘山站始发，开往刘山站的环路公交线路，是抚顺唯一一条环西露天矿公交线路。配车数量16台（内外环各8台车，2024年）。

## 线路历史
2001年6月6日，抚顺市展域交通客运公司成立，开通42路：刘山--刘山。
2003年5月，抚顺市展域交通客运公司更名为抚顺市永恒交通公司。
2006年2月末，抚顺市永恒客运公司将42路改为502路。
2009年，永恒公司法人代表刘某因非法集资逃往美国，刘某的亲属尹恩双作为投资人，将502路的车辆收购，后来发现，这些公交车属于非正规厂家产品，质量极差。
而且，这批公交车运行存在极大安全隐患。仅2011年10月到2012年3月，就发生乘客轻微伤事故7起，车辆中途停止运行179起。有时候乘客能一脚把地板踩出个窟窿，有时候车辆行驶时突然出现方向失灵，特别危险。502路因此被市民称为“最破公交车”。
2013年4月初，502路车队负责人于周平曾扬言停运，车队称“越干越赔，车况也不能保证乘客安全”。当时，有的公交车因为车身变形，车玻璃关不上，玻璃被用铁条固定在窗框上；有的公交车车骨架变形，导致前挡风玻璃碎裂；所有公交车车身铁皮都起翘、变形、生锈，绝大部分公交车地板塌陷、座椅残缺。4月13日，于周平称交通局与502路车队要再进行沟通，502路暂不停运。
2013年6月，抚顺市永恒客运公司将502路移交给抚顺市公共汽车总公司运营。
2014年1月，502路更换为宇通ZK6120HNG1非空调LNG新车，同时路码改为52路。
2016年，52路更换为宇通ZK6120CHEVNPG4非空调气电混合动力公交车。

## 相关链接
1. ↑  抚顺公交[永久]，微风吹吹（请删除3和6中间的.访问）。
2. ↑  抚顺“最破公交车”502路扬言停运 称越干越赔 （页面存档备份，存于），辽宁消费维权网。